# Анаксандрид I
Анаксандрид I (дав.-гр. Ἀναξανδρίδας) — цар Спарти близько 675—645 роках до н. е. (за іншою хронологією — 675-665 роках до н.е.)

## Життєпис
Походив з династії Еврипонтидів. Син царя Феопомпа. Відомості про його діяльність відсутні. Згалдується лише в Геродота. 
Йому спадкував небіж Завксідам.